# 레온 바티스타 알베르티
레온 바티스타 알베르티(Leon Battista Alberti, 1404년 2월 18일 ~ 1472년 4월 25일)는 이탈리아 초기 르네상스의 철학자이자 건축가이다.
전공 분야는 법학, 고전학, 수학, 희곡, 시학이며, 또 회화나 조각에 있어서는 창작 뿐 아니라 이론의 구축에도 기여하였다. 음악과 운동경기에도 뛰어났고, 제자리에서 사람 키를 뛰어 넘었다고 전해진다.
교황 에우제니오 4세 밑에서 고대 건축을 연구하였으며, 1450년 <건축론> 10권을 저술하여 건축가로서의 경험과 미학적인 원리를 세웠다. 그의 이론은 옛 고전의 아름다움을 찾아내는 것을 출발점으로 하였는데, 그의 설계는 후에 바로크 건축에 큰 영향을 주었다. 그의 설계에 의해 지어진 건축물로는 밀라노의 산프란체스코 성당과 피렌체의 산타마리아 노베를라 성당 등이 있다. 저서로 <조각론> <회화론> 등이 있다.

## 조각
고대 작품으로부터 많은 영감을 받은 그는 그것들을 현대에 접목시키기 위한 노력들을 한다. 그에게 있어 조각의 궁극적 목적은 자연과의 닮음이었다. 조각가는 보편적인 균형, 개인적 제 각각적인 사물에 대한 균형에 관한 지식까지 다 갖추어야 한다는 것이 그의 이론이다.
그는 또한 조각가(sculpteur)와 모형제작자(modeleur)의 개념을 분리한다. 재료를 첨가 또는 떼어내는 과정에 의한 창조의 개념은 후, 르네상스 시대 예술에 근본적 영향을 미친다.

## 저서
- Dela Pittura
  - 《알베르티의 회화론》, 노성두 옮김, 1998
- 《건축론》, De re aedificatoria, 1450 De re aedificatoria
- Descriptio Urbis Roma (로마 서술)
- Della farmiglia (가족에 관하여)

## 건축 작품

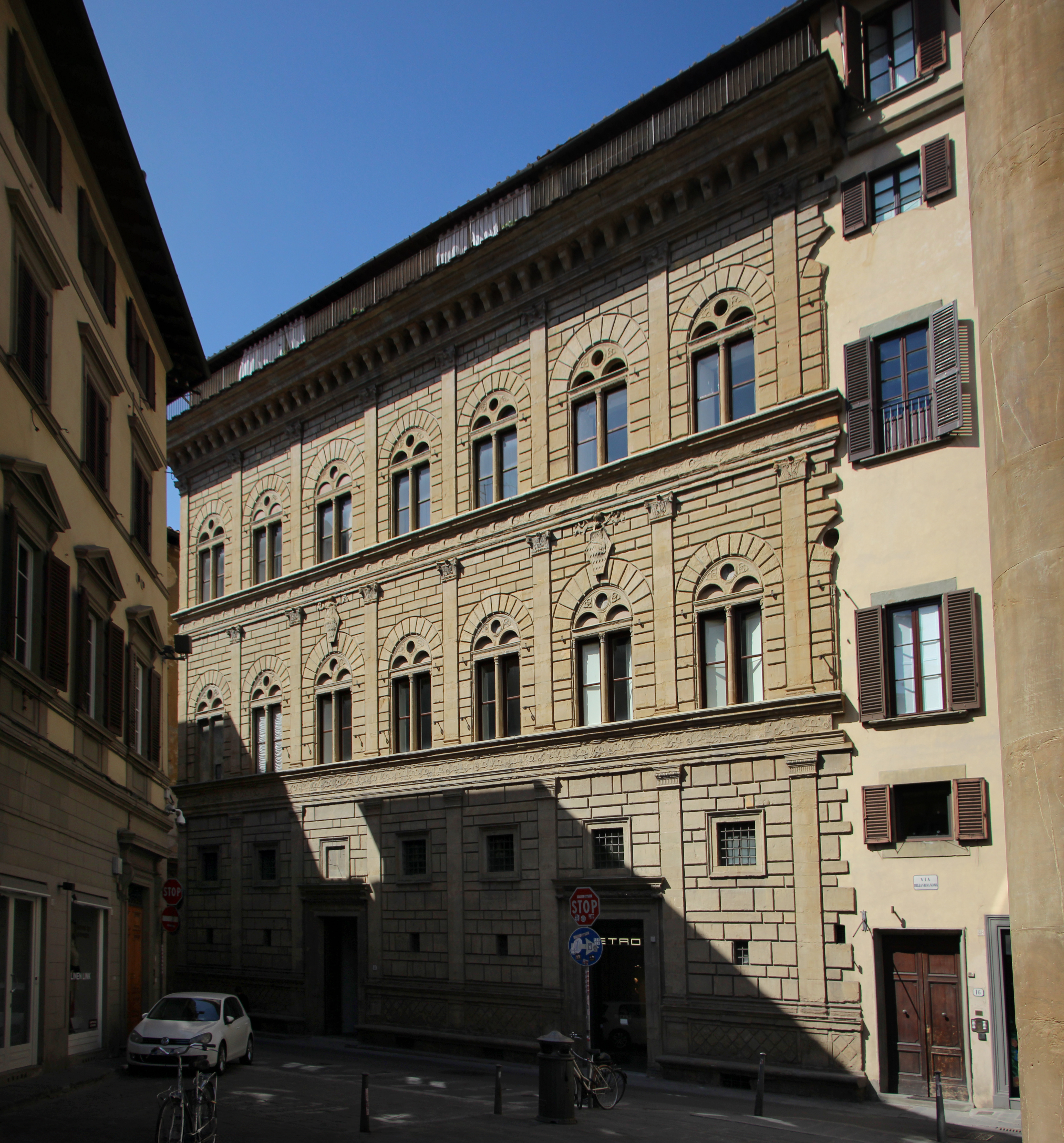
팔라초 루첼라이(피렌체）

- 팔라초 루첼라이(Palazzo Rucellai)의 입면 (1446~1451, 피렌체)
- 템피오 말라테스티아노(Tempio Malatestiano)의 외관 (1446~1468년 중단, 리미니)
- 산타 마리아 노벨라 교회(Santa Maria Novella) (1456~1470, 피렌체)
- 산 세바스티아노 교회(San Sebastiano) (1460년 설계, 만토바)
- 산탄드레아(Sant'Andrea) 교회 (1472~1494년 만토바)